# Нестерцев, Виктор Ефимович
Не́стерцев Ви́ктор Ефи́мович (31.1.1899 г. — 4.6.1977 г.) — советский военный лётчик и военачальник, участник Гражданской войны, Боёв на Халхин-Голе, Великой Отечественной войны, командир 3-го гвардейского бомбардировочного авиационного Брянского корпуса во время Великой Отечественной войны, генерал-лейтенант авиации.

## Биография
Нестерцев Виктор Ефимович родился 31 января 1899 года в селе Замостье Харьковской губернии в семье рабочего. Украинец. Работал учеником фотографа у частного мастера в городе Змиев Харьковской губернии, а с 1916 года — в частной типографии в городе Орел. Добровольно вступил в ряды РККА в феврале 1918 года.

### Образование
- 1-е советские пехотные курсы в г. Орел (1918)
- Егорьевская теоретическая школа Красного Воздушного флота[2] (1924)
- 1-я военная школа лётчиков имени А. Ф. Мясникова[2] (1925)
- Серпуховская военная школа воздушного боя[2] (1926)

## До войны
Проходил службу красноармейцем в 1-м Железном полке (г. Орел). После обучения на пехотных курсах был направлен в воздушный отряд 3-й армии и принимал участие в Гражданской войне на Восточном фронте. Участвовал в боях против войск адмирала А. В. Колчака. После Гражданской войны обучался летному делу в Воздушной школе Красного Воздушного Флота, в 1-й военной школе летчиков им. А. Ф. Мясникова, в Военной школе воздушного боя. С апреля 1926 года — на летных должностях строевых частей ВВС РККА. Прошел путь от младшего лётчика до начальника штаба и врид командира эскадрильи. В 1933 году Революционным трибуналом Белорусского военного округа за столкновение двух самолетов эскадрильи в воздухе и гибель одного летчика осужден на 2 года. Отбывал наказание в течение двух месяцев, после чего досрочно был освобожден. Судимость снята Верховным Советом СССР в 1939 г. Продолжил службу в ВВС. В 1938 году назначен командиром 31-го скоростного бомбардировочного авиационного полка.
С марта 1939 г. в правительственной командировке в Монголии в должности помощника, затем командира 100-й скоростной бомбардировочной авиационной бригады 1-й армейской группы в Монголии. Лично выполнил 12 боевых вылетов на бомбардировку переднего края японских войск в Боях на Халхин-Голе и огневых позиций артиллерийских батарей противника. За успешное выполнение боевых задач бригада была награждена орденом Ленина, а Нестерцев — орденами Красного Знамени и Боевого Красного Знамени Монгольской Народной Республики. По окончании боев в Монголии в августе 1940 г. назначен заместителем командира 35-й авиационной дивизии, с марта 1941 года назначен командиром 77-й авиационной дивизии и приступил к её формированию в Туле.

### Участие в Великой Отечественной войне
Накануне Великой Отечественной войны полковник В. Е. Нестерцев назначен командиром 23-й тяжелой бомбардировочной авиационной дивизии, базирующейся во Ржеве. К боевым действиям дивизия приступила 25 июня 1941 год на Западном фронте с аэродромов в Борисове, Приямино, Докутово, поддерживая войска 20-й армии под Оршей, Ярцево и Смоленском.
В октябре 1941 года полковник Нестерцев назначен командующим ВВС 10-й армии, а в ноябре — заместителем командующего ВВС Калининского фронта и ВРИД командующего ВВС Калининского фронта. С декабря 1941 года назначен исполнять обязанности командующего ВВС 1-й ударной армии. После упразднения должности командующего ВВС армии полковник Нестерцев а марте 1942 года назначен заместителем командующего ВВС Московского военного округа, а затем командиром вновь формируемой 1-й транспортной авиационной дивизии дальнего действия на аэродроме Чкаловский под Москвой, которая с мая 1942 года начала действовать в интересах Воронежского и Западного фронтов, наносила бомбовые удары по скоплениям войск, резервам противника, военным объектам в районах Волхов, Мценск, Щигры. Части дивизии выполняли специальные задания по переброске партизанским отрядам Украины и Белоруссии боеприпасов, вооружения, продовольствия, медикаментов и другого имущества. В августе 1942 г. дивизия была перебазирована сначала на аэродромы Эльтон, затем в г. Балашов, после чего приняла участие в Сталинградской битве.
За отличия в ходе Сталинградской битвы дивизии было присвоено почетное наименование «Сталинградская». В конце января 1943 г. дивизия была перебазирована под Москву на аэродромы Чкаловский, затем Монино и выполняла боевые задачи в интересах Центрального и Западного фронтов.
Весной 1943 года на базе дивизии была развернут 7-й авиационный корпус дальнего действия, который базировался на подмосковных аэродромах. 23 декабря 1944 года корпус был преобразован в 3-й гвардейский бомбардировочный авиационный корпус в составе 18-й Воздушной армии Ставки ВГК.
Под руководством Нестерцева корпус участвовал в операциях:
- Орловская операция «Кутузов» — с 12 июля 1943 года по 18 августа 1943 года
- Духовщинско-Демидовская операция — с 13 августа 1943 года по 2 октября 1943 года
- Брянская операция — с 17 августа 1943 года по 3 октября 1943 года
- Красносельско-Ропшинская операция — с 14 января 1944 года по 30 января 1944 года
- Ленинградско-Новгородская операция — с 14 января 1944 года по 1 марта 1944 года
- Воздушная операция против Финляндии — с 6 февраля 1944 года по 27 февраля 1944 года
- Белорусская операция «Багратион» — с 23 июня 1944 года по 29 августа 1944 года
- Минская операция — с 29 июня 1944 года по 4 июля 1944 года
- Полоцкая операция — с 29 июня 1944 года по 4 июля 1944 года
- Вильнюсская операция — с 5 июля 1944 года по 20 июля 1944 года
- Рижская операция — с 14 сентября 1944 года по 22 октября 1944 года
- Таллинская операция — с 17 сентября 1944 года по 26 сентября 1944 года
- Мемельская операция — с 5 октября 1944 года по 22 октября 1944 года
- Кенигсбергская операция — с 6 апреля 1945 года по 9 апреля 1945 года
- Берлинская операция — с 16 апреля 1945 года по 8 мая 1945 года

и освобождении городов: Минск, Рига, Клайпеда, Гдыня, Гданьск, Кенигсберг, Франкфурт-на-Одере, Вандлитц, Ораниенбург, Биркенвердер, Геннигсдорф, Панков, Фридрихсфельде, Карлсхорст, Кепеник, Берлин, Свинемюнде.

### После войны
После войны генерал-лейтенант авиации В. Е. Нестерцев продолжал командовать корпусом. В январе 1950 года назначен начальником Высшей офицерской летно-тактической школы командиров частей дальней авиации.
C 19 декабря 1953 года — в отставке по болезни. Умер 4 июня 1977 года в Краснодаре.

### Воинские звания
- Генерал-майор авиации — 25 марта 1943 года
- Генерал-лейтенант авиации — 13 марта 1944 года

## Награды
СССР
- орден Ленина[13] (21.02.1945)
- орден Красного Знамени
- орден Красного Знамени[1] (22.07.1941 г.)
- орден Красного Знамени[13] (03.11.1944)
- орден Красного Знамени[13] (1948)
- орден Кутузова 1 степени[14] (19.08.1944 г.)
- Орден Богдана Хмельницкого 1 степени[15] (31.05.1945 г.)
- орден Суворова 2 степени (18.09.1943 г.)
  - медали:
- «XX лет Рабоче-Крестьянской Красной Армии»
- «В ознаменование 100-летия со дня рождения Владимира Ильича Ленина»
- «За оборону Ленинграда»
- «За оборону Москвы»
- «За оборону Сталинграда»
- «За победу над Германией в Великой Отечественной войне 1941—1945 гг.»
- «За взятие Кёнигсберга»
- «За взятие Берлина»
- «Ветеран Вооружённых Сил СССР»
- «Двадцать лет Победы в Великой Отечественной войне 1941—1945 гг.»
- «Тридцать лет Победы в Великой Отечественной войне 1941—1945 гг.»
- «30 лет Советской Армии и Флота»
- «40 лет Вооружённых Сил СССР»
- «50 лет Вооружённых Сил СССР»

Других государств
- Орден Красного Знамени (Монголия)